# Cykloturistika

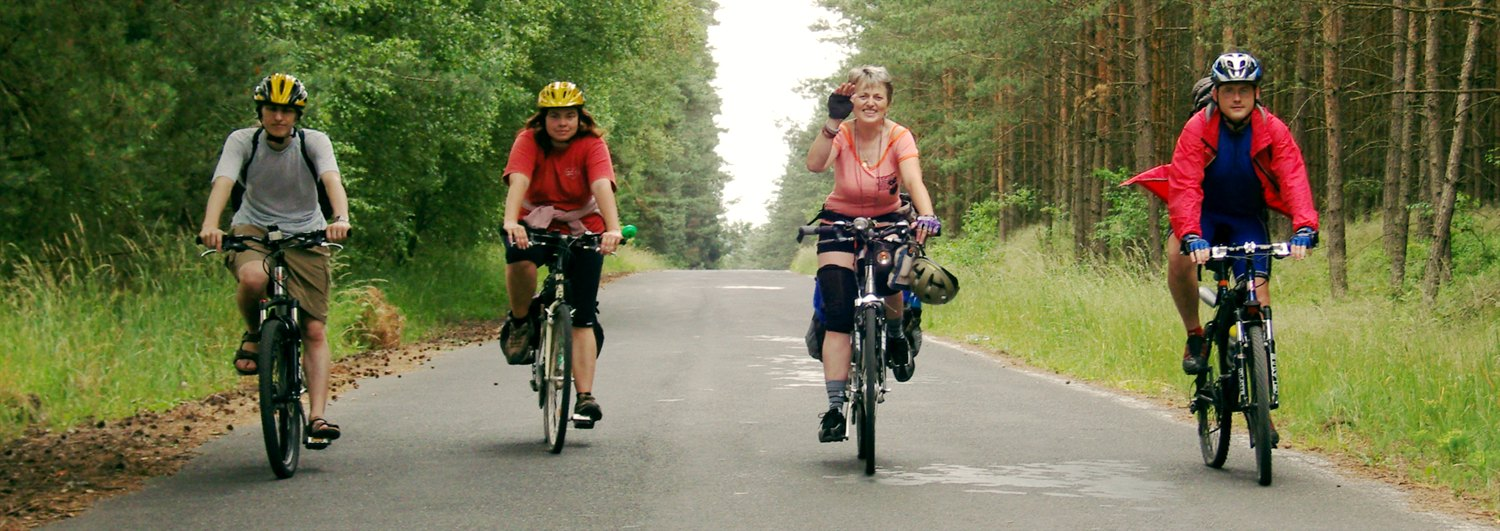

Cykloturistika je odnož turistiky provozovaná na kole.
Začátky cykloturistiky sahají na českém území na konec 19. století. Největší rozmach ale cykloturistika zaznamenala po rozšíření horských a trekových kol. Vzniklo hodně cykloturistických oddílů a sdružení. Také vzniklo hodně cestovních kanceláří zabývajících se touto tematikou. Rozvoji cykloturistiky pomáhá stále větší počet cyklotras a cyklostezek, které poslední léta vznikají kolem měst a obcí. Tento rozmach ale přinesl jedno negativum: přetlak cyklistů na značených turistických trasách, který občas vyvolává konflikty mezi turisty.

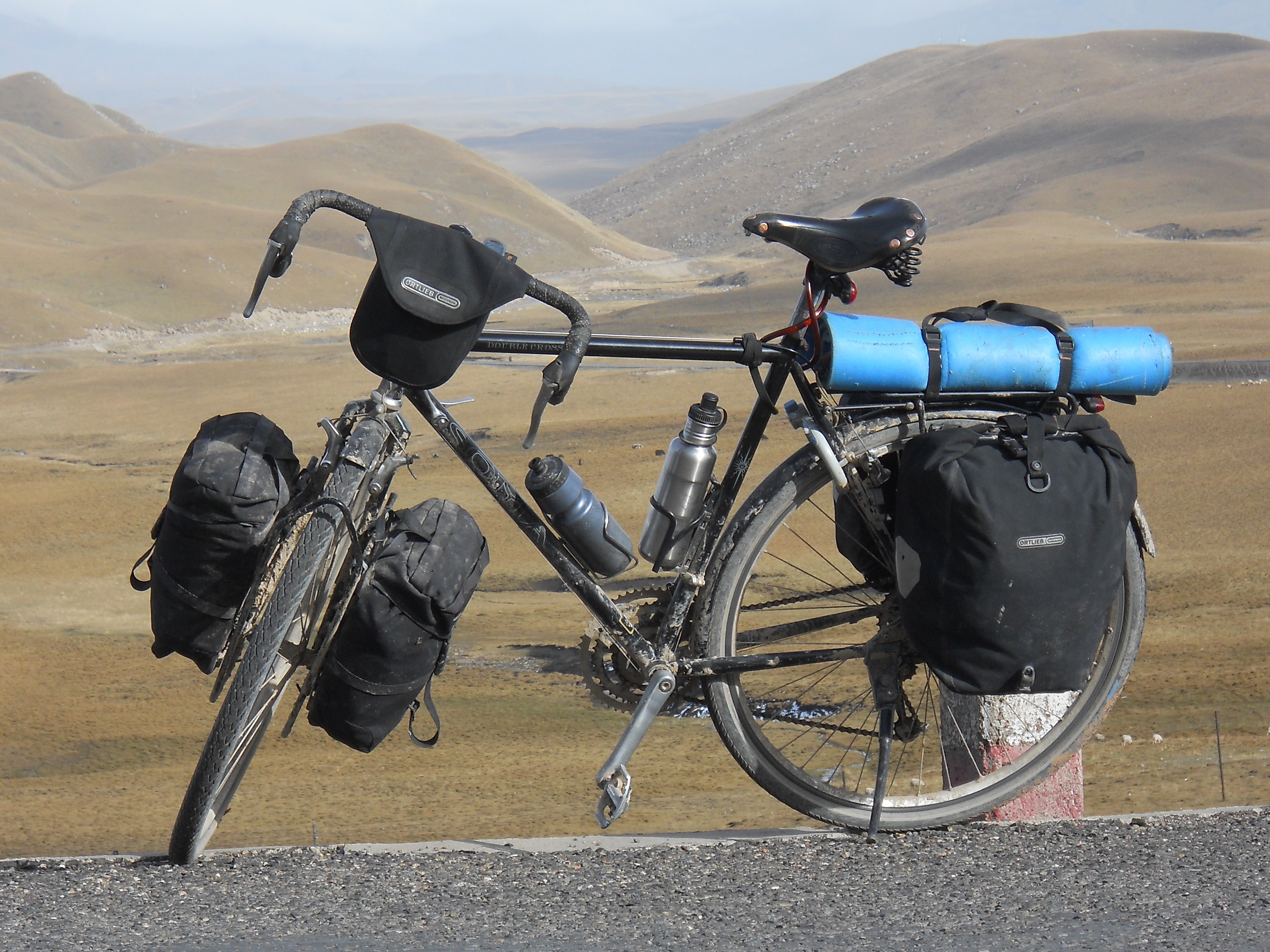
Kolo na cestě „na těžko“ s brašnami vpředu, vzadu a na řídítkách

Cykloturistika se dělí podle množství vezených věcí na dvě kategorie:
- Na lehko, cyklista veze jen věci, které potřebuje během jízdy. Uplatňuje se při jednodenních výletech buď z jednoho bodu nebo v kombinaci s přepravou automobilem, vlakem nebo sezónním cyklobusem. Cestovní kanceláře nabízejí tento způsob i u vícedenních zájezdů, kdy zavazadla s ostatními věcmi převáží na místa nocování doprovodné vozidlo.
- Na těžko, všechny věci pro vícedenní cestu veze cyklista na kole. Zpravidla se využívají brašny umístěné na zadním nosiči, pro náročnější cesty případně i v kombinaci s brašnami umístěnými na nosiči na přední vidlici.

## Vybavení
Kromě běžných turistických potřeb se používá, zejména pro náročnější cesty, speciálního cykloturistického vybavení, zejména:
- jízdní kolo by mělo být dostatečně robustní a uzpůsobené k umístění nákladu; cestovatelé, kteří vozí náklad až několik desítek kilogramů mívají speciální kola či jejich zakázkovou úpravu
- nosiče brašen – zadní nosič s dostatečnou tuhostí zamezující rozkmitání nákladu a přední nosič pro boční brašny s těžištěm blízko středu předního kola
- brašny – dostatečně prostorné a odolné, proti vlhkosti se používají nepromokavé návleky nebo vodotěsné brašny s rolovacím uzávěrem; na řídítka lze umístit brašnu např. s polstrovanou vložkou pro fototechniku a s průhledným nepromokavým pouzdrem na mapu
- cyklopřívěs pro přepravu dětí nebo nákladu; což značně šetří kolo a rozšiřuje využití kola, ale omezuje v náročnějším terénu a při přenášení a převážení
- nářadí umožňující opravu a údržbu kola včetně opravy defektu duše, zejména na cesty do málo civilizovaných oblastí se vozí i náhradní díly včetně např. plášťů kol
- osvětlení – nepředvídatelné události (závada, počasí) a další okolnosti vyžadují dobrá světla pro večerní dojíždění a hledání místa k přenocování
- cyklistický počítač pro sledování ujetých kilometrů
- stan – existují speciální stany s předsíní pro uložení kol